# Sienkiewicze
Sienkiewicze – wieś w Polsce położona w województwie podlaskim, w powiecie białostockim, w gminie Choroszcz.
W latach 1975–1998 miejscowość administracyjnie należała do województwa białostockiego. Rezydowały w niej zamożne rody szlacheckie, takie jak Markowscy, Zborowscy czy też Dydyńscy.
Wierni kościoła rzymskokatolickiego należą do parafii św. Jana Chrzciciela i św. Szczepana w Choroszczy, a prawosławni do parafii Opieki Matki Bożej w Choroszczy.